# Lado a Lado (filme)
Stepmom (bra/prt: Lado a Lado) é um filme norte-americano de 1998, do gênero comédia dramática, dirigido por Chris Columbus.
Distribuído pela TriStar Pictures, arrecadou US$ 91 milhões nos Estados Unidos e US$ 159 milhões em todo o mundo. Custou US$ 50 milhões.

## Sinopse
Jackie e Luke Harrison são um casal divorciado que luta para manter seus filhos Anna e Ben, de respectivamente 12 e 7 anos, felizes com a repentina mudança de vida. Luke está namorando e vivendo com uma fotógrafa bem-sucedida, Isabel Kelly, que faz todo o possível para Anna e Ben ficarem felizes, mas as crianças, especialmente Anna, são rudes com ela. Jackie também trata Isabel friamente. Depois de uma longa série de argumentos e de ofensas entre Isabel, Jackie e Anna, Luke faz a proposta de casamento para Isabel, fazendo dela a madrasta oficial de Anna e Ben. Isso causa ainda mais fricção entre as crianças, que querem seus pais juntos novamente, e Isabel. No entanto, quando as coisas não podiam mais piorar, Jackie é diagnosticada com câncer e informada que pode provavelmente morrer por causa da doença. Essas notícias chocantes provocam mágoas e arrependimentos, e ensinam a todos lições sobre amor, família e força.[carece de fontes?]

## Elenco
- Julia Roberts como Isabel Kelly
- Susan Sarandon como Jackie Harrison
- Ed Harris como Luke Harrison
- Jena Malone como Anna Harrison
- Liam Aiken como Ben Harrison

## Recepção
No agregador de críticas dos Estados Unidos, o Rotten Tomatoes, na pontuação onde a equipe do site categoriza as opiniões da  grande mídia e da mídia independente apenas como positivas ou negativas, o filme tem um índice de aprovação de 46% calculado com base em 90 comentários dos críticos. Por comparação, com as mesmas opiniões sendo calculadas usando uma média aritmética ponderada, a nota alcançada é 5.30/10 que é seguida do consenso: "O trabalho sólido de Julia Roberts e Susan Sarandon não é suficiente para salvar Stepmom de uma história cujas manipulações diluem a eficácia de um drama potencialmente comovente. 
Em outro agregador de críticas também dos Estados Unidos, o Metacritic, que calcula as notas usando somente uma média aritmética ponderada de críticos que escrevem em maioria apenas para a grande mídia, o filme tem 21 avaliações da imprensa anexadas no site e uma pontuação de 58 entre 100, com a indicação de "revisões mistas ou neutras".